# Breznik (gmina)
Breznik (bułg. Община Брезник) – gmina w zachodniej Bułgarii, w obwodzie Pernik.

## Miejscowości
Miejscowości wchodzące w skład gminy Breznik:
- Arzan (bułg.: Aрзан),
- Babica (bułg.: Бабица),
- Baniszte (bułg.: Банище),
- Begunowci (bułg.: Бегуновци),
- Bilinci (bułg.: Билинци),
- Breznik (bułg.: Брезник) − siedziba gminy,
- Brezniszki izwor (bułg.: Брезнишки извор),
- Brusnik (bułg.: Брусник),
- Dołna Sekirna (bułg.: Долна Секирна),
- Dołni Romanci (bułg.: Долни Романци),
- Duszinci (bułg.: Душинци),
- Giginci (bułg.: Гигинци),
- Gorna Sekirna (bułg.: Горна Секирна),
- Gorni Romanci (bułg.: Горни Романци),
- Goz (bułg.: Гоз),
- Gyrło (bułg.: Гърло),
- Jarosławci (bułg.: Ярославци),
- Konska (bułg.: Конска),
- Koszarewo (bułg.: Кошарево),
- Krasawa (bułg.: Красава),
- Kriwonos (bułg.: Кривонос),
- Murtinci (bułg.: Муртинци),
- Nepraznenci (bułg.: Непразненци),
- Noewci (bułg.: Ноевци),
- Ozyrnowci (bułg.: Озърновци),
- Rebro (bułg.: Ребро),
- Reżanci (bułg.: Режанци),
- Ryżawec (bułg.: Ръжавец),
- Sadowik (bułg.: Садовик),
- Słakowci (bułg.: Слаковци),
- Sopica (bułg.: Сопица),
- Stanjowci (bułg.: Станьовци),
- Wełkowci (bułg.: Велковци),
- Widrica (bułg.: Видрица),
- Zawała (bułg.: Завала).